# Südamerikaspiele 2006/Handball
Bei den 8. Südamerikaspielen 2006 wurde zum zweiten Mal jeweils ein Turnier im Handball für Nationalmannschaften der Männer und Frauen ausgetragen. Die Wettbewerbe fanden vom 9. bis 13. November in Mar del Plata in Argentinien statt.
Gespielt wurde zunächst jeweils in einer Gruppe in einem einfachen Jeder-gegen-jeden-Turnier. Im Halbfinale traf der Gruppenerste auf den Gruppenletzten sowie der Zweite auf den Dritten. Anschließend spielten die Sieger um die Goldmedaille und die Verlierer um die Bronzemedaille. Sieger wurden die argentinische Männer-Handballnationalmannschaft und die argentinische Frauen-Handballnationalmannschaft.

## Männer

### Vorrunde
Legende
| Pl. | Land        | Sp. | S | U | N | Tore     | Diff. | Punkte |
| --- | ----------- | --- | - | - | - | -------- | ----- | ------ |
| 1.  | Argentinien | 3   | 3 | 0 | 0 | 095:440  | +51   | 6      |
| 2.  | Uruguay     | 3   | 2 | 0 | 1 | 081:600  | +21   | 4      |
| 3.  | Chile       | 3   | 0 | 1 | 2 | 067:850  | −18   | 1      |
| 4.  | Paraguay    | 3   | 0 | 1 | 2 | 047:1010 | −54   | 1      |

Anmk.: Bei Punktgleichheit entschied der direkte Vergleich, dann das Torverhältnis.
| 9. November 2006 16.00 Uhr | Uruguay | 26:23 | Chile | Mar del Plata, Argentinien |
| 9. November 2006 16.00 Uhr | (11:12) |       |       | Mar del Plata, Argentinien |
| 9. November 2006 16.00 Uhr |         |       |       | Mar del Plata, Argentinien |

| 9. November 2006 19.30 Uhr | Argentinien | 38:08 | Paraguay | Mar del Plata, Argentinien |
| 9. November 2006 19.30 Uhr | (16:4)      |       |          | Mar del Plata, Argentinien |
| 9. November 2006 19.30 Uhr |             |       |          | Mar del Plata, Argentinien |

| 10. November 2006 10.30 Uhr | Uruguay | 37:13 | Paraguay | Mar del Plata, Argentinien |
| 10. November 2006 10.30 Uhr | (18:8)  |       |          | Mar del Plata, Argentinien |
| 10. November 2006 10.30 Uhr |         |       |          | Mar del Plata, Argentinien |

| 10. November 2006 14.00 Uhr | Argentinien | 33:18 | Chile | Mar del Plata, Argentinien |
| 10. November 2006 14.00 Uhr | (11:8)      |       |       | Mar del Plata, Argentinien |
| 10. November 2006 14.00 Uhr |             |       |       | Mar del Plata, Argentinien |

| 11. November 2006 19.30 Uhr | Argentinien | 24:18 | Uruguay | Mar del Plata, Argentinien |
| 11. November 2006 19.30 Uhr | (14:9)      |       |         | Mar del Plata, Argentinien |
| 11. November 2006 19.30 Uhr |             |       |         | Mar del Plata, Argentinien |

| 11. November 2006 16.00 Uhr | Paraguay | 26:26 | Chile | Mar del Plata, Argentinien |
| 11. November 2006 16.00 Uhr | (11:15)  |       |       | Mar del Plata, Argentinien |
| 11. November 2006 16.00 Uhr |          |       |       | Mar del Plata, Argentinien |

### Halbfinale
| 12. November 2006 16.00 Uhr | Uruguay | 27:22 | Chile | Mar del Plata, Argentinien |
| 12. November 2006 16.00 Uhr | (15:12) |       |       | Mar del Plata, Argentinien |
| 12. November 2006 16.00 Uhr |         |       |       | Mar del Plata, Argentinien |

| 12. November 2006 19.30 Uhr | Argentinien | 45:11 | Paraguay | Mar del Plata, Argentinien |
| 12. November 2006 19.30 Uhr | (22:5)      |       |          | Mar del Plata, Argentinien |
| 12. November 2006 19.30 Uhr |             |       |          | Mar del Plata, Argentinien |

### Spiel um Platz 3
| 13. November 2006 16.30 Uhr | Chile   | 43:24 | Paraguay | Mar del Plata, Argentinien |
| 13. November 2006 16.30 Uhr | (24:12) |       |          | Mar del Plata, Argentinien |
| 13. November 2006 16.30 Uhr |         |       |          | Mar del Plata, Argentinien |

### Finale
| 13. November 2006 20.00 Uhr | Argentinien | 28:21 | Uruguay | Mar del Plata, Argentinien |
| 13. November 2006 20.00 Uhr | (15:11)     |       |         | Mar del Plata, Argentinien |
| 13. November 2006 20.00 Uhr |             |       |         | Mar del Plata, Argentinien |

### Platzierungen
Legende
| Rang | Mannschaft  | Kader |
| ---- | ----------- | --- |
|      | Argentinien | Alejandro Gabriel Sánchez, Sebastián Gonzalo Álvarez, Gonzalo Alonso, Carlos Manuel Arias, Matías Martín Lima, Juan Francisco Ojea, Martín Ariel Doldan, Federico Pizarro, Mariano Agustín Castro, Hernán Poncet, Federico Daniel Besasso, Lucas Andrés Moras, Nicolás Pinciroli, Damián Emmanuel Migueles. |
|      | Uruguay     | Sebastian Agustin Iglesias Gonzalez, Sebastian Noveri Horta, Maximiliano Malfatti Cunha, Nicolas Gonzalo Fabra Gentil, Javier Luis Preciozzi Sparano, Rodrigo Bernal Algare, Nicolas Abel Guerra Filippini, Diego Andreas Arca Galvan, Carlos Gabriel Pintos Quintana, Pablo Miguel Marrochi Ongay, Maximiliano Gratadoux Tancredi, Gonzalo Gamba Conforte, Luis Eduardo Suberbielle Barbieri, Gabriel Spangenberg Torre, Hermann Gustavo Wenzel Scasso, Nicolas Rubek Orlando Buquet.  |
|      | Chile       | Rene Alejandro Oliva Cifuentes, Rodrigo Salinas Muñoz, Alfredo Dario Valenzuela Dupre, Patricio Andres Martinez Chavez, Nicolas Alberto Jofre Godoy, Jimmy Luis Nuñez Ravanales, Cristian Eduardo Campos Perez, Eduardo Andreas Maltez Muñoz, Pablo Andres Ceballos Gutierrez, Emil Feuchtmann Pérez, Felipe Eduardo Maurin Garcia, Felipe Ignacio Barrientos Castillo, Guillermo Araya Proboste, Felipe Eugenio Mihovilovic Perez, Juan Pablo Montes Mery, Cristobal Icazategui Muñoz. |
| 4    | Paraguay    | Rodrigo Javier Medina Manzoni, Carlos Augusto Acevedo Gimenez, Mario Antonio Almada Samudio, Diego Arevalos Ramirez, Julia Cesar Ayala Caballero, Jose Cristian Faraone Areco, Luis Marcelo Ferreira Rolon, Pablo Adrian Garcete Arguello, Rodrigo Martin Gimenez Villalba, Edgar Omar Benitez Grance, Jose Alexander Mendoza Cazal, Gustavo Ariel Sosa Nequiz, Luís Enrique Gasto Ayala, Nery Ruben Vera, Cristhian Andres Decoud Davalos.                                             |

## Frauen

### Vorrunde
Legende
| Pl. | Land        | Sp. | S | U | N | Tore    | Diff. | Punkte |
| --- | ----------- | --- | - | - | - | ------- | ----- | ------ |
| 1.  | Argentinien | 3   | 3 | 0 | 0 | 093:490 | +44   | 6      |
| 2.  | Uruguay     | 3   | 2 | 0 | 1 | 072:770 | −5    | 4      |
| 3.  | Paraguay    | 3   | 1 | 0 | 2 | 080:980 | −18   | 2      |
| 4.  | Chile       | 3   | 0 | 0 | 3 | 066:870 | −21   | 0      |

Anmk.: Bei Punktgleichheit entschied der direkte Vergleich, dann das Torverhältnis.
| 9. November 2006 14.30 Uhr | Uruguay | 32:29 | Paraguay | Mar del Plata, Argentinien |
| 9. November 2006 14.30 Uhr | (18:10) |       |          | Mar del Plata, Argentinien |
| 9. November 2006 14.30 Uhr |         |       |          | Mar del Plata, Argentinien |

| 9. November 2006 18.00 Uhr | Argentinien | 31:14 | Chile | Mar del Plata, Argentinien |
| 9. November 2006 18.00 Uhr | (14:7)      |       |       | Mar del Plata, Argentinien |
| 9. November 2006 18.00 Uhr |             |       |       | Mar del Plata, Argentinien |

| 10. November 2006 09.00 Uhr | Uruguay | 23:21 | Chile | Mar del Plata, Argentinien |
| 10. November 2006 09.00 Uhr | (12:10) |       |       | Mar del Plata, Argentinien |
| 10. November 2006 09.00 Uhr |         |       |       | Mar del Plata, Argentinien |

| 10. November 2006 12.30 Uhr | Argentinien | 35:18 | Paraguay | Mar del Plata, Argentinien |
| 10. November 2006 12.30 Uhr | (15:10)     |       |          | Mar del Plata, Argentinien |
| 10. November 2006 12.30 Uhr |             |       |          | Mar del Plata, Argentinien |

| 11. November 2006 14.30 Uhr | Paraguay | 33:31 | Chile | Mar del Plata, Argentinien |
| 11. November 2006 14.30 Uhr | (17:16)  |       |       | Mar del Plata, Argentinien |
| 11. November 2006 14.30 Uhr |          |       |       | Mar del Plata, Argentinien |

| 11. November 2006 18.00 Uhr | Argentinien | 27:17 | Uruguay | Mar del Plata, Argentinien |
| 11. November 2006 18.00 Uhr | (9:5)       |       |         | Mar del Plata, Argentinien |
| 11. November 2006 18.00 Uhr |             |       |         | Mar del Plata, Argentinien |

### Halbfinale
| 12. November 2006 14.30 Uhr | Paraguay | 24:23 | Uruguay | Mar del Plata, Argentinien |
| 12. November 2006 14.30 Uhr | (13:12)  |       |         | Mar del Plata, Argentinien |
| 12. November 2006 14.30 Uhr |          |       |         | Mar del Plata, Argentinien |

| 12. November 2006 18.00 Uhr | Argentinien | 30:18 | Chile | Mar del Plata, Argentinien |
| 12. November 2006 18.00 Uhr | (17:9)      |       |       | Mar del Plata, Argentinien |
| 12. November 2006 18.00 Uhr |             |       |       | Mar del Plata, Argentinien |

### Spiel um Platz 3
| 13. November 2006 15.00 Uhr | Chile   | 24:23 | Uruguay | Mar del Plata, Argentinien |
| 13. November 2006 15.00 Uhr | (11:12) |       |         | Mar del Plata, Argentinien |
| 13. November 2006 15.00 Uhr |         |       |         | Mar del Plata, Argentinien |

### Finale
| 13. November 2006 18.30 Uhr | Argentinien | 27:26 | Paraguay | Mar del Plata, Argentinien |
| 13. November 2006 18.30 Uhr | (12:11)     |       |          | Mar del Plata, Argentinien |
| 13. November 2006 18.30 Uhr |             |       |          | Mar del Plata, Argentinien |

### Platzierungen
Legende
| Rang | Mannschaft  | Kader |
| ---- | ----------- | --- |
|      | Argentinien | Silvina Erika Schlesinger, Antonela Lucia Mena, Cynthia Giselle Basile, Lucía Haro, Bibiana Barbara Ferrea, María Magdalena Decilio, Natalia Mariel Peluso, Cintia Gisele Leis, María Emilia Acosta, Sonia Meyer, Silvana Susana Totolo, Ivanna Magalí Bellucio, Solange Betiana Tagliavini, Mariana Sanguinetti, Marisol Carratú, María Soledad Ferrari.                                                                                        |
|      | Paraguay    | Maria Alicia Villalba Acosta, Fabiana Aluan Nazer, Nadia Lorena Alcaraz Acevedo, Marian Aluan Nazer, Aline Chovo Paez, Alison Nazer Cabañas, Ana Beatriz Cristaldo Vera, Marizza Faria Servin, Ana Guliana Cristaldo Vera, Nilsa Romero Aguilar, Carmen Rios Melgarejo, Clara Rivas, Liliana Perrota Bassani, Giovanna Bettini, Maria Jose Valenzuela.                                                                                           |
|      | Chile       | Gabriela Mendoza Gonzalez, Pamela Flores Catalan, Ingrid Palacios Araneda, Oliva Pamela Vera Flores, Maria Eugenia Musalem Aros, Paula Cajas Galdames, Tatiana Montenegro Cancino, Maria Constanza Valenzuela Pedrero, Inga Feuchtmann Pérez, Valeria Flores Huerta, Andrea Cisterna Ibañez, Maria Fernanda Muñoz Ramirez, Daniela Ceza Garcia, Carmen Gloria Jackson Drago, Maria Jose Meneses Valenzuela, Daniela Canessa Perez.               |
| 4    | Uruguay     | Magdalena Gutierrez Risso, Claudia Carolina Porteiro Rodriguez, Soledad Faedo Casas, Lucia Miranda Rodriguez, Eliana Falco Olivera, Maria Luciana Moreira Orrico, Dayanna Laura Pirez Andreoletti, Fabiana Sencion Lima, Sofia Cherone Marega, Maria Alejandra Sencion Lima, Ivana Yanella Scavino Martinez, Paula Gambera Garcia, Ana Cecilia Sequeira Saravia, Victoria Ledia Graña Viñoly, Alejandra Aida Ferrari Zaglio, Sofia Griot Gayoso. |